# 三鷹福音教会
三鷹福音教会（みたかふくいんきょうかい、Mitaka Evangelical Church）は、改革主義福音連盟（CREC）に加盟する教会オランダ改革派系であり、信仰告白はベルギー信条、ハイデルベルク信仰問答、ドルト信仰基準など伝統的な信条を採択する。1981年に来日したラルフ・A・スミスの開拓伝道により創立。福音総合研究所を併設。所在地は東京都武蔵野市西久保。